# Prentiss Hubb
Prentiss Hubb (Upper Marlboro, 19 marzo 1999) è un cestista statunitense.

## Statistiche

### College
| Anno      | Squadra             | PG  | PT  | MP   | TC%  | 3P%  | TL%  | RP  | AP  | PRP | SP  | PP   |
| --------- | ------------------- | --- | --- | ---- | ---- | ---- | ---- | --- | --- | --- | --- | ---- |
| 2018-2019 | Notre Dame F. Irish | 33  | 29  | 33,6 | 32,4 | 26,2 | 67,3 | 3,1 | 4,0 | 1,0 | 0,4 | 8,1  |
| 2019-2020 | Notre Dame F. Irish | 32  | 32  | 35,3 | 38,5 | 34,4 | 71,2 | 2,4 | 5,1 | 1,0 | 0,1 | 12,1 |
| 2020-2021 | Notre Dame F. Irish | 26  | 25  | 36,9 | 39,2 | 34,2 | 78,0 | 3,2 | 5,8 | 0,7 | 0,3 | 14,6 |
| 2021-2022 | Notre Dame F. Irish | 35  | 32  | 33,7 | 36,6 | 31,3 | 73,3 | 3,2 | 4,0 | 0,7 | 0,2 | 8,9  |
| Carriera  | Carriera            | 126 | 118 | 34,7 | 36,9 | 31,8 | 72,6 | 3,0 | 4,6 | 0,9 | 0,2 | 10,7 |